# Charly Grosskost
Charly Grosskost (* 5. März 1944 in Eckbolsheim; † 19. Juni 2004 in Straßburg) war ein französischer Radrennfahrer.
Als Amateur gewann Charly Grosskost 1965 die Route de France, die als Amateur-Version der Tour de France konzipiert war. Er ging als Favorit bei der Tour de l’Avenir an den Start, musste aber wegen gesundheitlicher Probleme, offensichtlich aufgrund von Doping, aufgeben. Nach einem Dopingtest sollte er zunächst lebenslang gesperrt werden, schließlich wurde die Sperre auf sechs Monate reduziert. Bis zu seinem Tode beteuerte Grosskost, unwissentlich gedopt worden zu sein.
Von 1966 bis 1974 war Charly Grosskost Profi-Rennfahrer. In diesen Jahren wurde er neunmal französischer Meister im Omnium und in der Einerverfolgung auf der Bahn. Bei den UCI-Weltmeisterschaften 1967 wurde er erneut positiv auf Dopingmittel getestet und von der Weltmeisterschaft ausgeschlossen. Besondere Erfolge feierte er 1968, als er in einem Jahr die Prologe der Tour de France, des Giro d’Italia sowie von Paris–Nizza gewann. Insgesamt startete er fünfmal bei der Tour, mehrere Jahre im selben Team wie Jacques Anquetil. 1970 errang Grosskost bei den Bahn-Weltmeisterschaften die Bronzemedaille in der Einerverfolgung, 1971 Silber.